# Placówka Straży Celnej „Sulmierzyce”

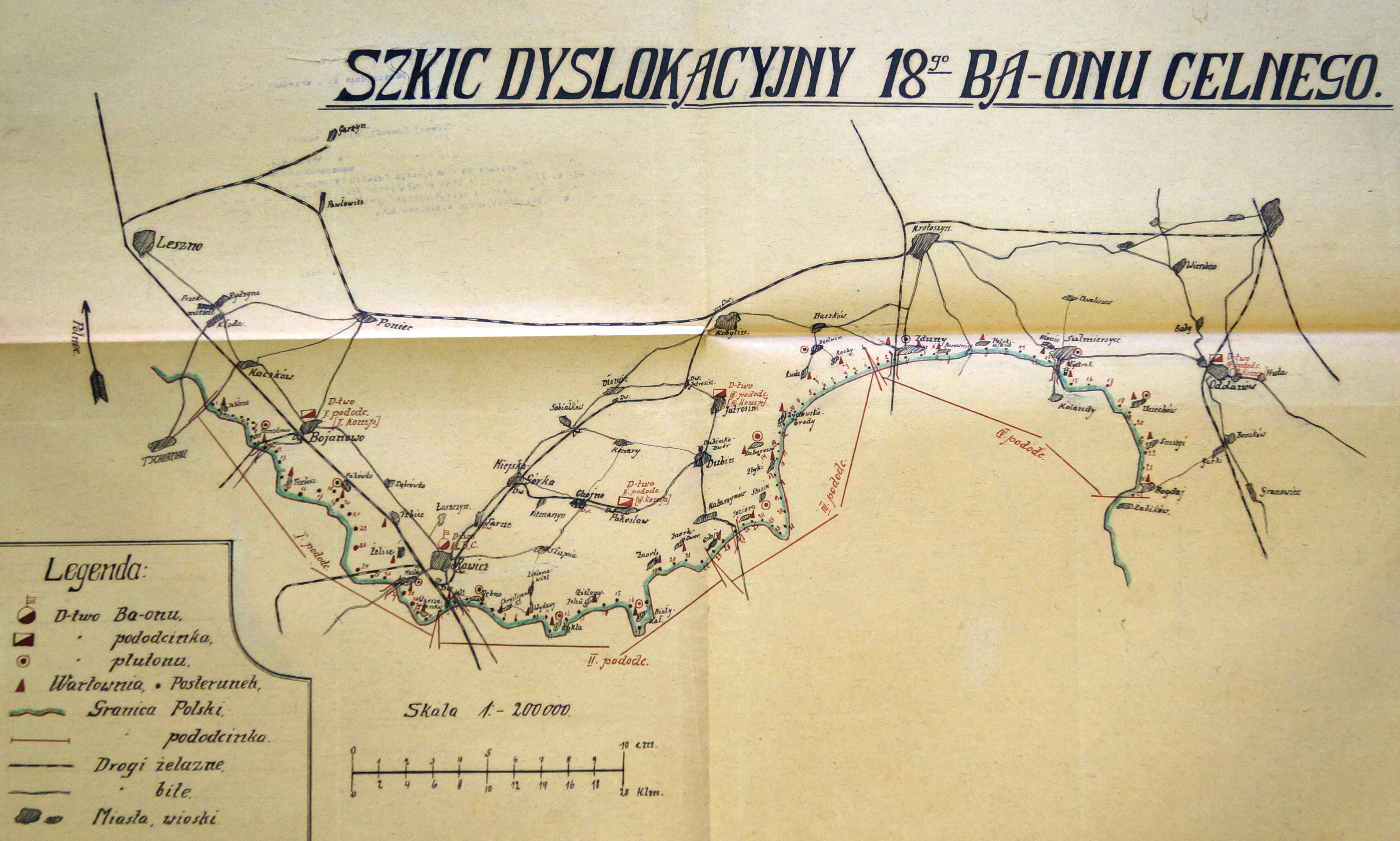
Szkic rozmieszczenia 18 batalionu celnego „Rawicz”

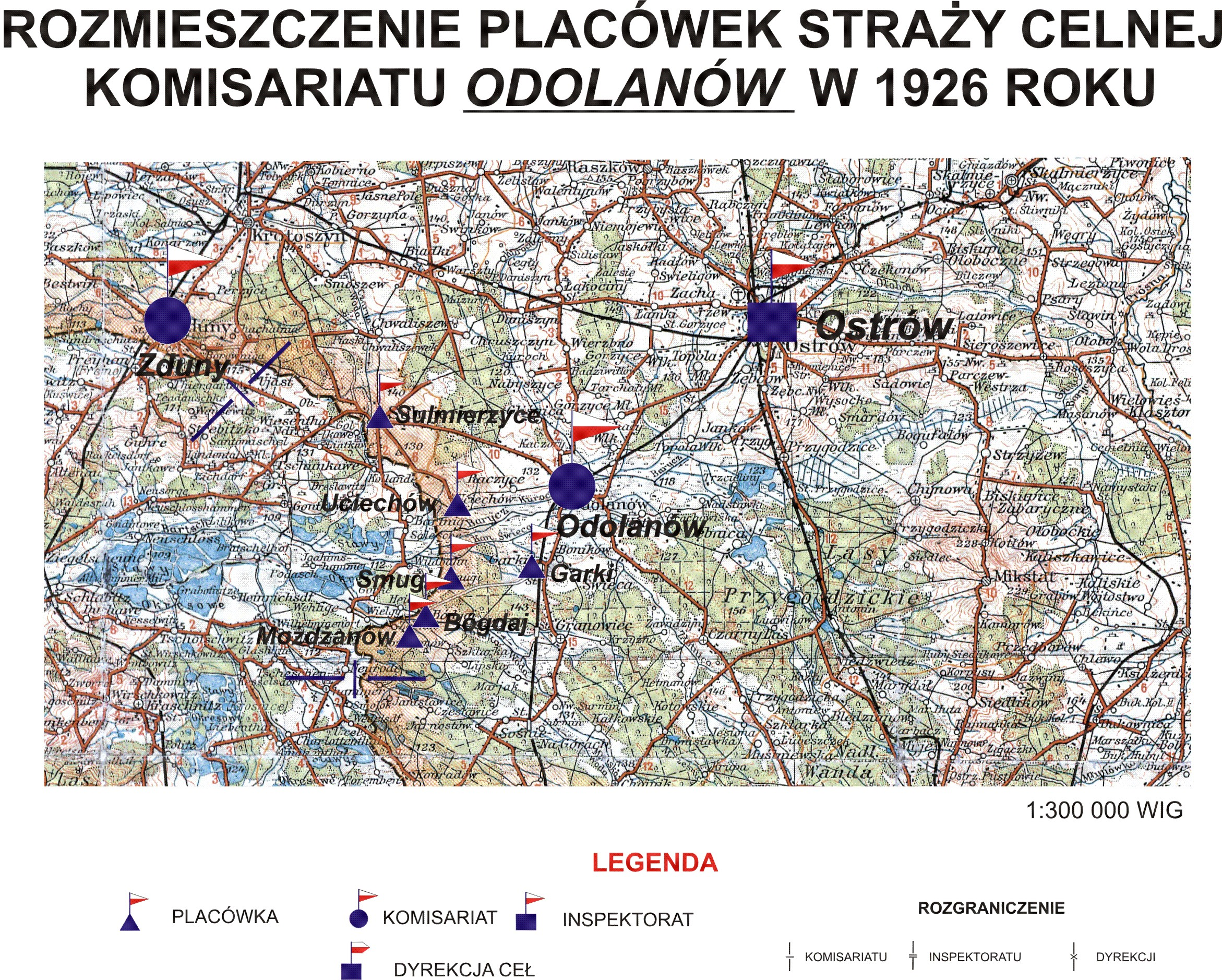
Rozmieszczenie placówek Straży Celnej Komisariatu Odolanów

Placówka Straży Celnej „Sulmierzyce” – jednostka organizacyjna Straży Celnej pełniąca w okresie międzywojennym służbę ochronną na granicy polsko-niemieckiej.

## Formowanie i zmiany organizacyjne
Na wniosek Ministerstwa Skarbu, uchwałą z 10 marca 1920 roku, powołano do życia Straż Celną. Jednostki Straży Celnej rozpoczęły przejmowanie odcinków granicy od pododdziałów Batalionów Celnych. W 1921 roku w Odolanowie stacjonował sztab 2 kompanii 18 batalionu celnego. 2 kompania celna wystawiła między innymi placówkę w Sulmierzycach. Proces tworzenia Straży Celnej trwał do końca 1922 roku. Placówka Straży Celnej „Sulmierzyce” weszła w podporządkowanie komisariatu Straży Celnej „Odolanów” z Inspektoratu SC „Ostrów”.
W drugiej połowie 1927 roku przystąpiono do gruntownej reorganizacji Straży Celnej. W praktyce skutkowało to rozwiązaniem tej formacji granicznej. Ochronę północnej, zachodniej i południowej granicy państwa przejęła powołana z dniem 2 kwietnia 1928 roku Straż Graniczna.
Rozkazem nr 3 z 25 kwietnia 1928 roku w sprawie organizacji Wielkopolskiego Inspektoratu Okręgowego dowódca Straży Granicznej gen. bryg. Stefan Pasławski  określił strukturę organizacyjną komisariatu SG „Odolanów”. Placówka Straży Granicznej I linii „Sulmierzyce” znalazła się w jego strukturze.

## Funkcjonariusze placówki
Kierownicy placówki
| stopień  | imię i nazwisko, numer | okres pełnienia służby | kolejne stanowisko |
| -------- | ---------------------- | ---------------------- | ------------------ |
| strażnik | Marcin Kałużny (1526)  | był w 1926             |                    |

Obsada personalna placówki w 1926:
- strażnik Marcin Kałużny (1526)
- strażnik Kazimierz Borecki (1028)
- strażnik Jan Kubicki (1176)
- strażnik Walenty Kiszka (1484)
- strażnik Franciszek Woźniak (2786)
- strażnik Jan Filipiak (1056)
- strażnik Andrzej Mikołajczak (1189)
- strażnik Tomasz Kaczmarek (1148)
- strażnik Stanisław Spychalski (1279)
- strażnik Walenty Nater (1447)
- strażnik Ignacy Pasiak (3207)
- strażnik Marcin Matyba (3285)